# Alfredo Rugeles

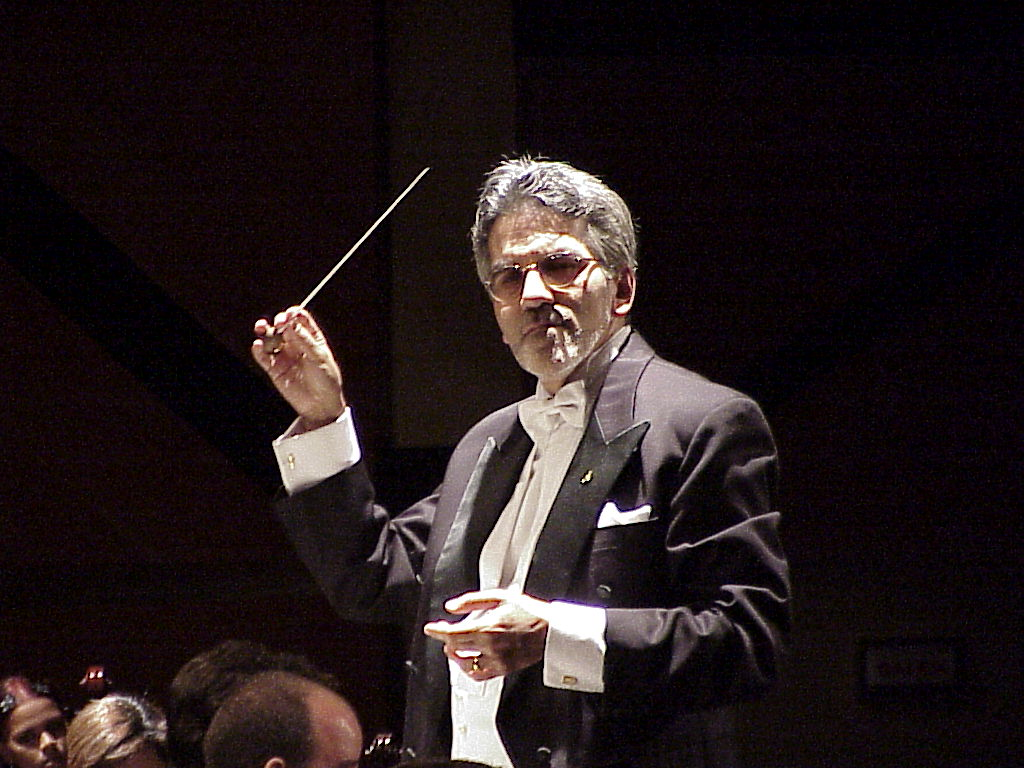
Alfredo Rugeles

Alfredo Rugeles (* 13. Dezember 1949 in Washington, D.C.) ist ein venezolanischer Komponist und Dirigent.
Rugeles studierte an der Escuela Juan Manuel Olivares bei Fedora Alemán und Alberto Grau und war Kompositionsschüler von Yannis Ioannidis. Von 1976 bis 1981 studierte er als Stipendiat des Nationalen Musikrates Venezuelas (CONAC) am Robert-Schumann-Institut in Düsseldorf bei Günther Becker und Wolfgang Trommer. Schließlich nahm er Dirigierkurse bei Sergiu Celibidache, Michel Tabachnik und Franco Ferrara.
Er wirkte als Gastdirigent bei bedeutenden europäischen und lateinamerikanischen Orchestern und leitete 1982–1987 das Orquesta Sinfónica Municipal de Caracas und 1987–1990 das Teatro Teresa Carreño. Er ist musikalischer Direktor des Ensemble Nova Música und des Orquesta de Cámara de Venezuela sowie künstlerischer Direktor des Circuito Sinfónico Latinoamericano Simón Bolívar. Seit 1991 wirkt er als künstlerischer Direktor der Festivales Latinoamericanos de Música in Caracas.
Daneben unterrichtet er zeitgenössische Komposition und Orchesterleitung am Instituto Universitario de Estudios Musicales (IUDEM) und Orchesterleitung an der Universidad Simón Bolívar. Seit 1999 ist er Präsident der Sociedad Venezolana de Música Contemporánea.

## Werke
- Pequeña Suite für Klavier, 1972–1973
- Mutaciones für Nonett und Streichorchester, 1974
- Polución für Violine, Viola, Cello und Klavier, 1975
- La Guitarra für gemischten Chor (Text: Manuel Felipe Rugeles), 1976
- Canto a la Paz für gemischten Chor (Text: Manuel Felipe Rugeles), 1976
- Inventio für Klarinette, 1976
- Puntos y Líneas für fünfzehn Instrumente, 1977
- Thingsphonia, elektroakustische Musik, 1978
- Somosnueve für Kammerensemble, 1978/79
- Camino entre lo sutil e inerrante für Orchester, 1979
- El Ocaso del Héroe für Sprecher, gemischten Chor und Kammerorchester (Text: Manuel Felipe Rugeles), 1982
- Inventio für Cello, 1983
- Tanguitis für Klavier, 1984
- Sinfonola für Kammerorchester, 1988
- Hace veinte años (Homenaje a Los Beatles) für Tonband und Synthesizer, 1988
- Oración para clamar por los oprimidos für Kammerensemble, 1989
- Lady Aoi, elektronische Musik nach Yukio Mishima, 1990
- Juglares del Video für Orchester, 1991
- Judenatru, elektroakustische Komposition, 1996